# Rožnovská Bečva
Rožnovská Bečva eller Dolní Bečva är ett vattendrag i Tjeckien.   Det ligger i regionen Zlín, i den östra delen av landet, 260 km öster om huvudstaden Prag.